# 1958年のスポーツ
1958年のスポーツ（1958ねんのスポーツ）では、1958年（昭和33年）のスポーツ関連の出来事についてまとめる。

## できごと
- 1月6日 - 横綱審議委員会、大関で2場所連続優勝した力士を横綱に推す内規を決定
- 2月3日 - 大相撲の若乃花勝治、横綱昇進
- 3月30日 - 国立霞ヶ丘競技場陸上競技場完成
- 4月5日 - 長嶋茂雄、プロ野球デビュー戦で投手金田正一に対し4打席連続三振
- 4月15日 - 衆議院でオリンピック招致運動促進を決議
- 5月1日 - 文部省に体育局設置
- 5月4日 - 日本で初めて「国民体育デー」実施
- 5月24日 - 第3回アジア競技大会、東京で開幕
- 7月6日 - 大相撲6場所制となり、初の名古屋場所初日を迎える
- 10月9日 - 読売ジャイアンツの長嶋茂雄、新人王獲得

## 総合競技大会
- 第5回学生スポーツ週間冬季大会（オーストリア・ツェール・アム・ゼー・2月16日～21日）
- 第3回アジア競技大会（東京・5月24日～6月1日） - 日本の獲得メダル：金67、銀41、銅30
- 第13回富山国体（冬季スケート - 岩手県・1月23日～26日、冬季スキー - 北海道・2月27日～3月2日、夏季 - 富山県、滋賀県・9月14日～17日、秋季 - 富山県・10月19日～23日）
天皇杯順位：優勝 東京都、第2位 大阪府、第3位 福岡県
皇后杯順位：優勝 東京都、第2位 大阪府、第3位 神奈川県

## アイスホッケー
- スタンレーカップ決勝（1957-1958シーズン）
モントリオール・カナディアンズ （4勝2敗） ボストン・ブルーインズ

## アメリカンフットボール
- NFLチャンピオンシップゲーム
ボルチモア・コルツ（西） 23-17 ニューヨーク・ジャイアンツ（東）

## 大相撲
この年から、本場所が年6場所制となる。
- 一月場所（蔵前国技館・12日～26日）
幕内最高優勝 : 若乃花幹士（13勝2敗,2回目）
十両優勝 : 常錦利豪（13勝2敗）
- 三月場所（大阪府立体育館・9日～23日）
幕内最高優勝 : 朝汐太郎（13勝2敗,3回目）
十両優勝 : 富樫剛（12勝3敗）
- 五月場所（蔵前国技館・4日～18日）
幕内最高優勝 : 栃錦清隆（14勝1敗,7回目）
十両優勝 : 若秩父高明（11勝4敗）
- 七月場所（名古屋市金山体育館・6日～20日）
幕内最高優勝 : 若乃花幹士（13勝2敗,3回目）
十両優勝 : 青ノ里盛（13勝2敗）
- 九月場所（蔵前国技館・14日～28日）
幕内最高優勝 : 若乃花幹士(14勝1敗,4回目）
十両優勝 : 北葉山英俊（14勝1敗）
- 十一月場所（福岡スポーツセンター・9日～23日）
幕内最高優勝 :朝汐太郎（14勝1敗,4回目）
十両優勝 : 青ノ里盛（14勝1敗）

## ゴルフ

### 世界4大大会（男子）
- マスターズ優勝者：アーノルド・パーマー（アメリカ）
- 全米オープン優勝者：トミー・ボルト（アメリカ）
- 全英オープン優勝者：ピーター・トムソン（オーストラリア）
- 全米プロゴルフ優勝者：ダウ・フィンスターワルド（アメリカ）

全米プロゴルフ選手権が、この年から現在のようなストローク・プレー方式になる。前年の1957年まではマッチプレー方式だった。

## サッカー
- 第6回FIFAワールドカップ決勝（スウェーデン・6月29日）
ブラジル 5-2 スウェーデン
- 第38回天皇杯全日本サッカー選手権大会（9月6日～9日）
決勝：関学クラブ 2-1 八幡製鉄

## 自転車競技

### ロードレース
- 第41回ジロ・デ・イタリア
総合優勝：エルコーレ・バルディーニ（イタリア）
- 第45回ツール・ド・フランス
総合優勝：シャルリー・ゴール（ルクセンブルク）

## テニス

### グランドスラム
- 全豪選手権　男子単優勝：アシュレー・クーパー（オーストラリア）、女子単優勝：アンジェラ・モーティマー（イギリス）
- 全仏選手権　男子単優勝：メルビン・ローズ（オーストラリア）、女子単優勝：ジュジャ・ケルメツィ（ハンガリー）
- ウィンブルドン　男子単優勝：アシュレー・クーパー（オーストラリア）、女子単優勝：アリシア・ギブソン（アメリカ）
- 全米選手権　男子単優勝：アシュレー・クーパー（オーストラリア）、女子単優勝：アリシア・ギブソン（アメリカ）

黒人女子選手のギブソンが、ウィンブルドン選手権と全米選手権にそれぞれ大会2連覇を達成。これ以後、黒人女子選手の優勝は1999年の全米オープン優勝者セリーナ・ウィリアムズまで途絶える。

## バスケットボール
- NBAファイナル（1957-1958シーズン）
セントルイス・ホークス（西） （4勝2敗） ボストン・セルティックス（東）

## 野球
- 川上哲治が引退。
- 藤村富美男が引退。
- 長嶋茂雄がデビュー。新人にして本塁打王、打点王の2冠を達成する。

## 誕生
- 1月7日 - ミキ・ビアシオン（イタリア、ラリードライバー）
- 1月22日 - 小林誠二（広島県、野球）
- 1月22日 - 寺廻太（広島県、バレーボール）
- 1月22日 - 中村孝生（群馬県、陸上競技）
- 2月15日 - 多賀竜昇司（茨城県、相撲）
- 2月16日 - 金田喜稔（広島県、サッカー）
- 3月2日 - イアン・ウーズナム（イギリス、ゴルフ）
- 3月11日 - エディ・ローソン（アメリカ、オートバイレーサー）
- 3月14日 - 石崎信弘（広島県、サッカー）
- 3月21日 - マルリエス・ゲール（ドイツ、陸上競技）
- 4月4日 - 山本昌邦（静岡県、サッカー）
- 4月7日 - 青島健太（新潟県、野球）
- 4月15日 - 山崎隆造（広島県、野球）
- 5月12日 - 應武篤良（広島県、野球）
- 5月30日 - 宇野勝（千葉県、野球）
- 6月14日 - エリック・ハイデン（アメリカ、スピードスケート）
- 6月15日 - ウェイド・ボッグス（アメリカ、野球）
- 6月28日 - 弓岡敬二郎（兵庫県、野球）
- 6月29日 - ロザ・モタ（ポルトガル、マラソン）
- 7月18日 - 久保寺雄二（静岡県、野球、+1985年）
- 7月19日 - 木村和司（広島県、サッカー）
- 7月22日 - 原辰徳（神奈川県、野球）
- 7月26日 - 児玉泰介（鹿児島県、マラソン）
- 7月29日 - 三屋裕子（福井県、バレーボール）
- 8月4日 - メアリー・デッカー（アメリカ、陸上競技）
- 8月18日 - ディディエ・オリオール（フランス、ラリードライバー）
- 8月23日 - フリオ・フランコ（ドミニカ共和国、野球）
- 9月4日 - 手塚聡（栃木県、サッカー）
- 9月4日 - 越中詩郎（東京都、プロレス）
- 9月10日 - 高沢秀昭（北海道、野球）
- 9月16日 - オーレル・ハーシュハイザー（アメリカ、野球）
- 9月23日 - ラリー・マイズ（アメリカ、ゴルフ）
- 10月19日 - 原博実（栃木県、サッカー）
- 10月20日 - 大石大二郎（静岡県、野球）
- 10月22日 - 高木豊（山口県、野球）
- 10月24日 - 辻発彦（佐賀県、野球）
- 10月25日 - コルネリア・エンダー（ドイツ、水泳）
- 11月6日 - 栴檀稔（兵庫県、ボウリング）
- 12月20日 - 宮原厚次（鹿児島県、レスリング）
- 12月22日 - 千田美智仁（岩手県、ラグビー）
- 12月25日 - リッキー・ヘンダーソン（アメリカ、野球）
- 12月27日 - スティーブ・ジョーンズ（アメリカ、ゴルフ）

## 死去
- 1月8日 - ポール・ピルグリム（アメリカ、陸上競技、*1883年）
- 2月21日 - ダンカン・エドワーズ（イギリス、サッカー、*1936年）
- 3月17日 - ジョン・ピウス・ボーランド（アイルランド、テニス、*1870年）
- 3月28日 - チャック・クライン（アメリカ、野球、*1904年）
- 8月3日 - ピーター・コリンズ（イギリス、レーシングドライバー、*1931年）
- 8月6日 - モーリス・ジェルモー（フランス、テニス、*1882年）
- 11月21日 - メル・オット（アメリカ、野球、*1909年）
- 12月8日 - トリス・スピーカー（アメリカ、野球、*1888年）